# Perlő
Perlő (Brebu), település Romániában, a Bánságban, Krassó-Szörény megyében.

## Fekvése
Rasicabányától északkeletre, a Pogonis patak bal partján, Alsózorlenc, Ökörpatak és Szócsán közt fekvő település.

## Története
Perlő nevét 1577-ben említette először oklevél Brebul néven.
1585-ben, 1808-ban Prebul, 1851-ben Prebul, 1913 Perlő néven írták.
1851-ben Fényes Elek írta a településről:
"Prebul, Krassó vármegyében, 18 katholikus, 782 óhitű lakossal, anyatemplommal."
1910-ben 1337 lakosából 10 magyar, 86 német, 1152 román, 86 cigány volt. Ebből 85 római katolikus, 1241 görögkeleti ortodox volt.
A trianoni békeszerződés előtt Krassó-Szörény vármegye Resicabányai járásához tartozott.

## Hivatkozások

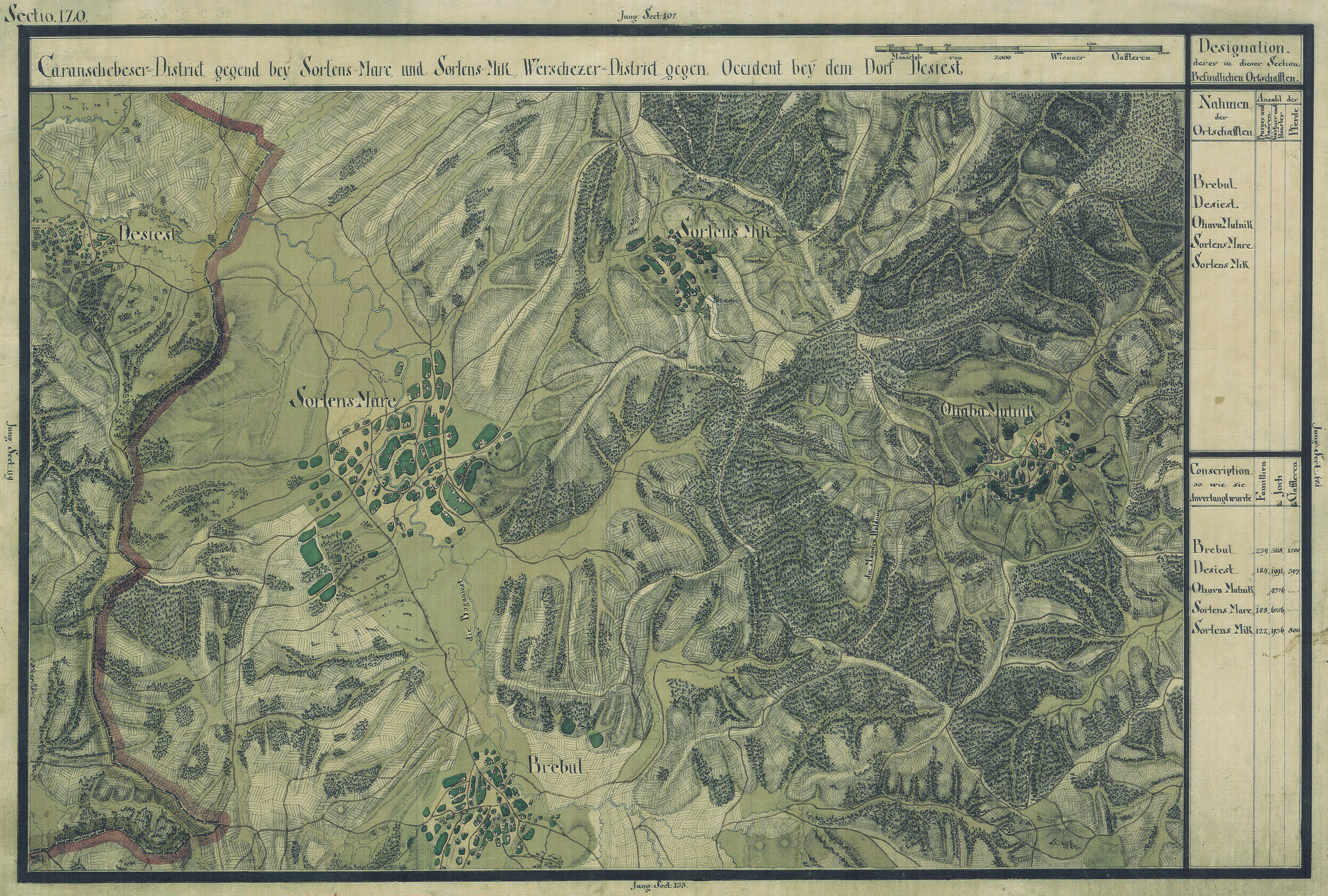
Perlő egy 1769-1772-es térképen